# Saint Margaret's Church
Saint Margaret's Church är en anglikansk kyrka i London. Den ligger strax norr om Westminster Abbey vid Parliament Square och är känd som det brittiska underhusets församlingskyrka.
Kyrkan är helgad åt sankta Margareta.

## Historia
Kyrkan uppfördes första gången på 1100-talet av benediktinmunkar för att lokalbefolkningen i området runt klostret skulle kunna hålla gudstjänster separat i en egen församlingskyrka. Historiskt var församlingen en del av Ossulstones härad i grevskapet Middlesex. Mot slutet av 1400-talet var kyrkan i mycket dåligt skick och en återuppbyggnad påbörjades 1486. Återuppbyggnaden av kyrkan färdigställdes 1523. Kyrkan blev underhusets församlingskyrka år 1614, då 1600-talets puritaner som inte gillade den högkyrkliga liturgin i klostret, valde att hålla parlamentsgudstjänster i den mer "passande" St. Margaret's, något som gjorts allt sedan dess.
Nordvästtornet återuppbyggdes av John James mellan 1734 och 1738; vid samma tid fick hela byggnaden en fasad i portlandsten. Både östra och västra porten lades till senare av John Loughborough Pearson. Kyrkans interiör restaurerades och fick sitt nuvarande utseende av George Gilbert Scott 1877, fastän många av Tudorstilens utsmyckningar finns kvar.
Utsmyckningar att lägga märke till är bland andra östra fönstret från 1509, av flandriskt blyinfattat målat glas, skapat till minne av Katarina av Aragoniens trolovning med Henrik VIII av England. Andra fönster är utförda till minne av William Caxton, Storbritanniens första boktryckare, som begravdes i kyrkan 1491, Sir Walter Raleigh, avrättad på Old Palace Yard och därefter även begravd i kyrkan 1618, och poeten John Milton, en av kyrkans församlingsmedlemmar. Samlaren Henry Constantine Jennings är också begravd här.
Kyrkan har varit platsen för många societetsbröllop, däribland Samuel Pepys och Sir Winston Churchills. Sedan 1987 är St. Margaret's tillsammans med Palace of Westminster och Westminster Abbey ett världsarv.

## Orgel
Kyrkoorgeln är till stora delar byggd av J. W. Walker & Sons Ltd. En specifikation av orgeln finns på National Pipe Organ Register.

### Organister
St. Margaret's har en lång musiktradition; 
- John Egglestone
- John Parsons 1616–1621 (därefter organist i Westminster Abbey)[11]
- John Hilton 1621–1629
- John Blow 1695–????
- Bernard Smith 1676–1708
- Henry Turner 1708–????
- John Illam ????–1726
- Edward Purcell, son till Henry Purcell, var organist 1726 till 1740
- James Butler 1740–1772
- William Rock 1774–1802
- Michael Rock 1802–1809
- John Bernard Sale 1809–1838
- Walter Galpin Alcock ????–1896
- Edwin Lemare 1897–1902
- Reginald Goss-Custard 1902–1914
- Edwin Stephenson 1914–1922
- Herbert Dawson 1929–1965
- Martin Neary 1965–1972
- Richard Hickox 1972–1982
- Thomas Trotter
- Simon Over 1992–2002
- Zoe Rachel Ryan 2010–

## Andra begravningar
- Wenceslas Hollar
- William Murray, 2:e earl av Tullibardine

## Galleri

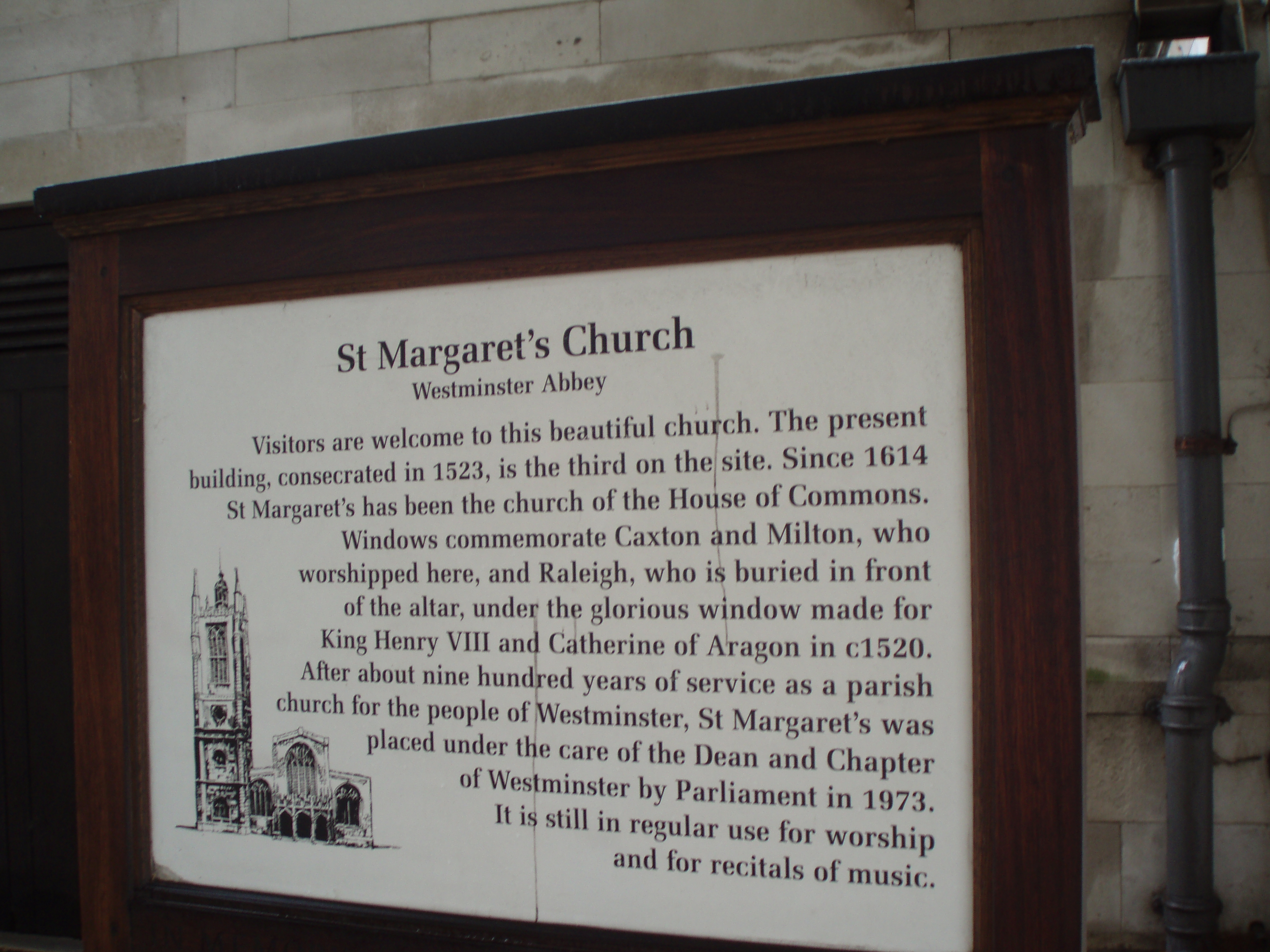
Informationstavla.
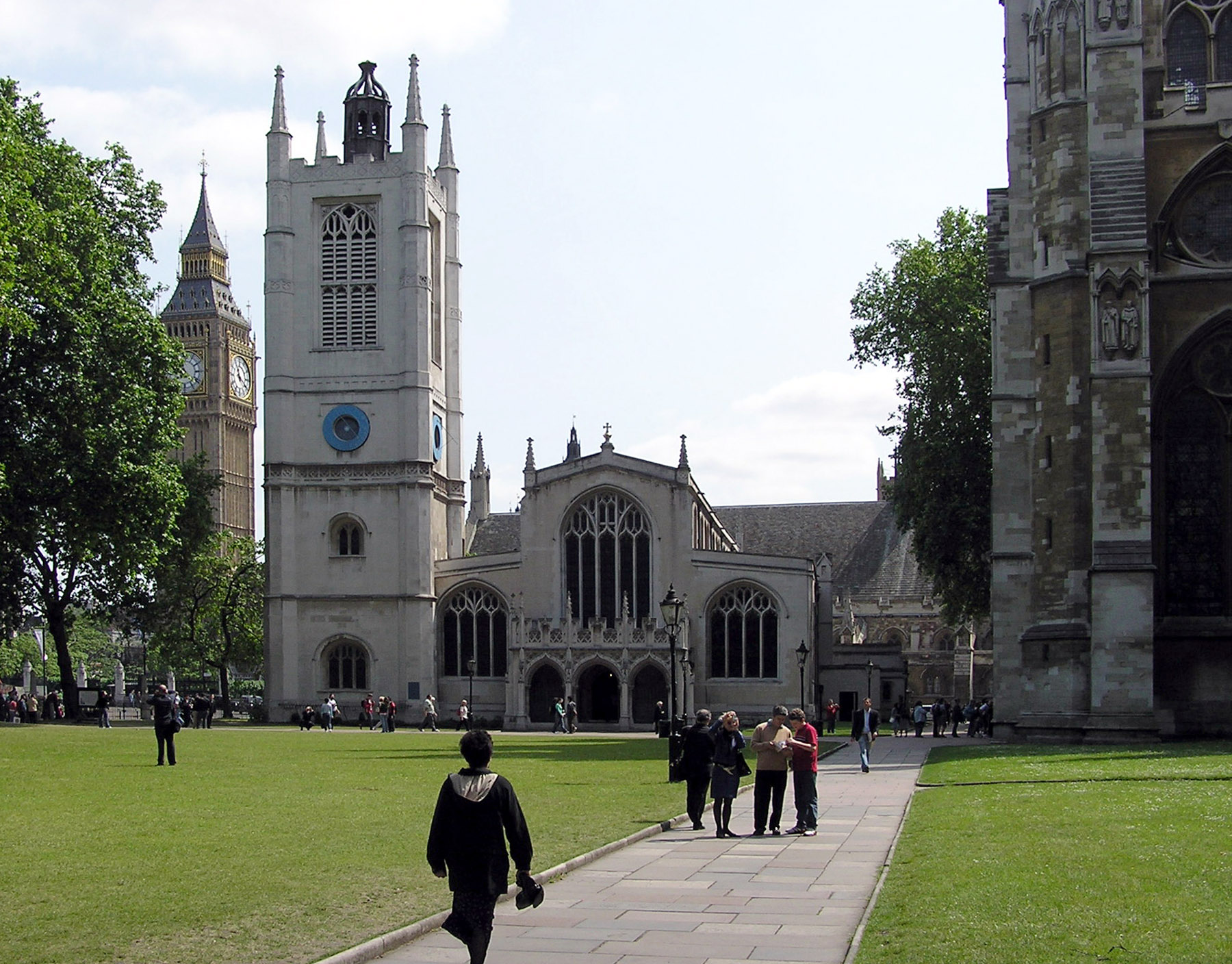
St. Margaret's Church. Till vänster är klocktornet Big Ben vid Palace of Westminster; till höger är den gamla klosterkyrkan.
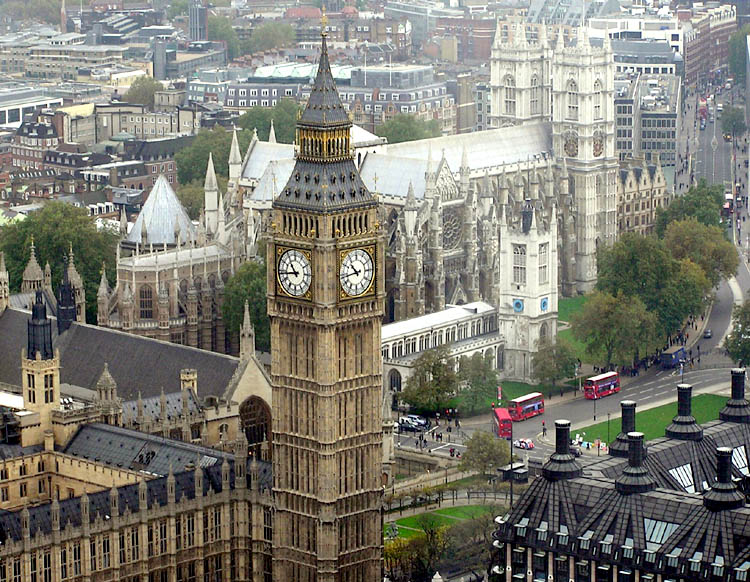
St. Margaret's, sett från London Eye.
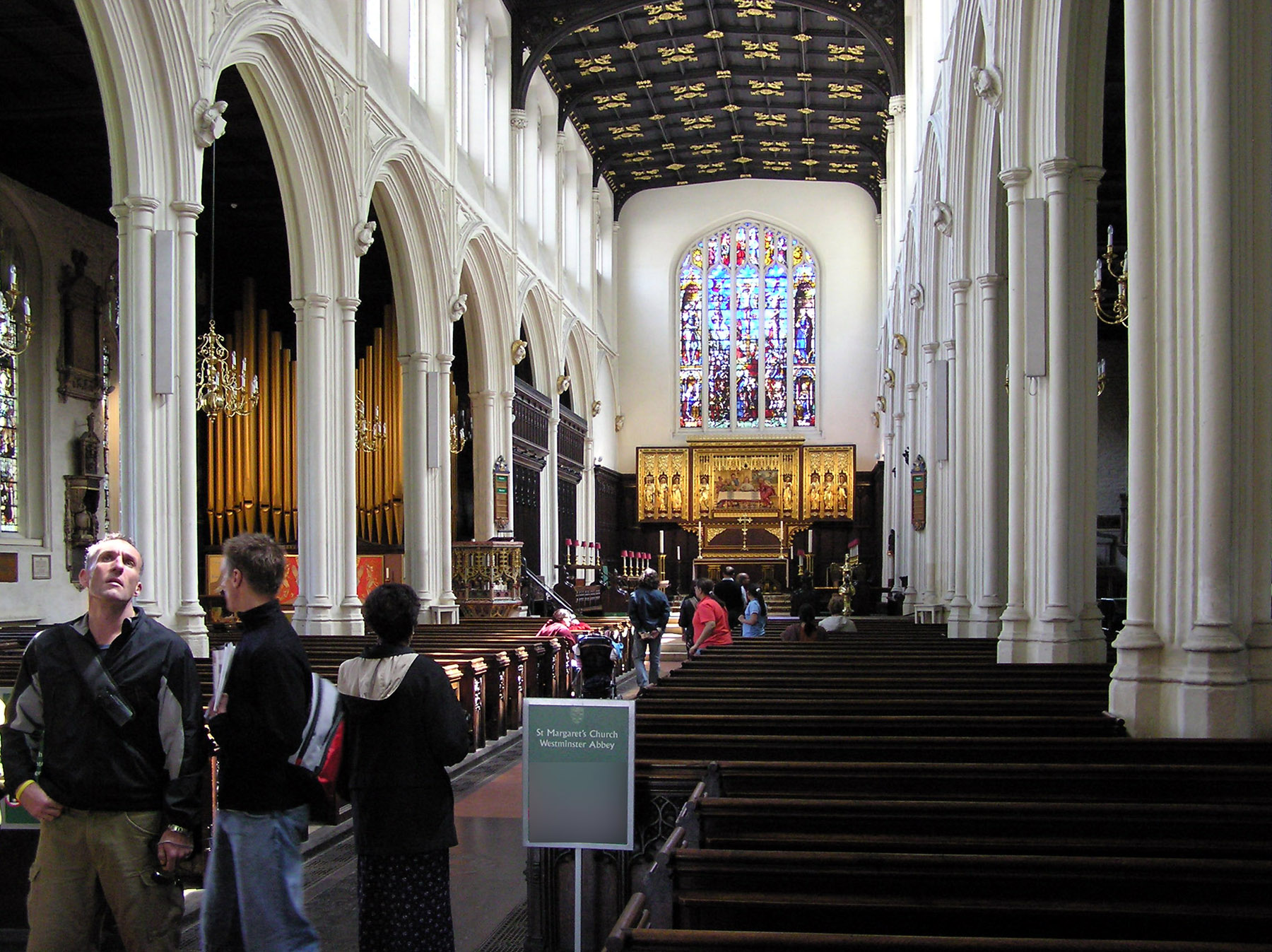
St. Margaret's mittskepp.